# Tobias Hollitzer
Tobias Hollitzer (* 1966 in Leipzig) ist ein deutscher Bürgerrechtler, Ausstellungskurator und Museumsleiter.

## Leben
Tobias Hollitzer wurde als Sohn von Siegfried (1929–2018) und Irmtraut Hollitzer (* 1943) geboren. Sein Vater war bei der Jüdisch-Christlichen Arbeitsgemeinschaft der evangelischen Kirche in Leipzig beschäftigt, seine Mutter ausgebildete Buchbinderin. Seine Biografie bis zur Wende und friedlichen Revolution in der DDR beruht auf Selbstauskünften. Demnach besuchte er in seiner Heimatstadt bis 1982 eine Polytechnische Oberschule (Abschluss 10. Klasse), durfte aufgrund seines kirchlichen Elternhauses und seiner Nichtmitgliedschaft im staatlichen Jugendverband der DDR aber kein Abitur machen. Er absolvierte eine Ausbildung zum Bau- und Möbeltischler und arbeitete anschließend als Holz- und Möbelrestaurator.
Ab 1982 bzw. 1986 war Hollitzer Mitglied in mehreren Dritte-Welt- und Umweltgruppen und organisierte deren Veranstaltungen mit. 1989 war er Teilnehmer der Montagsdemonstrationen, am 4. Dezember 1989 war er an der Besetzung einer Kreisdienststelle der Bezirksverwaltung für Staatssicherheit Leipzig beteiligt. 1990 wurde Hollitzer durch den Sonderausschuss zur Kontrolle der Auflösung des Ministeriums für Staatssicherheit (MfS)/Amt für Nationale Sicherheit (AfNS) der Volkskammer Archivbeauftragter für den Bezirk Leipzig, ab 1991 Sachgebietsleiter und stellvertretender Außenstellenleiter Leipzig des Bundesbeauftragten für die Unterlagen des Staatssicherheitsdienstes der ehemaligen Deutschen Demokratischen Republik (BStU). Hollitzer ist Gründungsmitglied und langjähriger Geschäftsführer des Bürgerkomitees Leipzig, das sich am 16. April 1991 zu einem eingetragenen Verein konstituierte und Träger der Gedenkstätte Museum in der „Runden Ecke“ in Leipzig ist.
2008 übernahm Hollitzer als Nachfolger seiner Mutter die Leitung der Gedenkstätte Museum in der „Runden Ecke“.

## Auszeichnungen
In der Kategorie Menschen – Akteure der Einheit erhielt Hollitzer von der Bundeszentrale für politische Bildung anlässlich der Feierlichkeiten zum Tag der Deutschen Einheit 2009 in Saarbrücken den einheitspreis – Bürgerpreis zur Deutschen Einheit.
Am 1. Oktober 2015 wurde Hollitzer im Schloss Bellevue durch den Bundespräsidenten Joachim Gauck für seinen Einsatz für Freiheit und Demokratie das Bundesverdienstkreuz 1. Klasse überreicht.

## Kritik
Spätestens seit dem Erscheinen eines Artikels im Leipziger Stadtmagazin Kreuzer Ende April 2019 steht Tobias Hollitzer zunehmend öffentlich unter Kritik. Darin werden ihm neben einer „zweifelhaften Personalführung“ vor allem „eine einseitige Geschichtsvermittlung in der Runden Ecke, die auf erinnerungspolitische Deutungsmacht abzielt“ vorgeworfen.
Historiker, Museologen und Bürgerrechtler äußern seitdem regelmäßig die Meinung, dass die Ausstellung aus wissenschaftlicher und konservatorischer Sicht nicht mehr zeitgemäß sei. Da ein 2012 von der Stadt Leipzig eingefordertes und erst 2016 vom Bürgerkomitee vorgelegtes Entwicklungskonzept als nicht tragfähig gesehen wurde, kürzte die Stadt 2020 erstmals finanzielle Mittel für das Museum. Einen Fürsprecher für die Ausstellung in der vorhandenen Form fanden Hollitzer und das Bürgerkomitee in Peter Steinbach, Historiker und wissenschaftlicher Leiter der Gedenkstätte Deutscher Widerstand in Berlin.
Im Januar 2025 erhielt der Vorstandsvorsitzende des Bürgerkomitees Leipzig einen Brief weiterer Geldgeber des Museums, dazu gehören die Stiftung Sächsische Gedenkstätten zur Erinnerung an die Opfer politischer Gewaltherrschaft, der Beauftragte der Bundesregierung für Kultur und Medien sowie das Sächsische Staatsministerium für Wissenschaft, Kultur und Tourismus. In dem Schreiben wird das wiederholte Nichteinhalten von Fristen bei Anträgen für Fördermittel sowie den zweckwidrigen Einsatz derselben moniert. Bereits gezahlte Mittel für bestimmte Projekte, bei denen die Auflagen nicht eingehalten wurden, werden darin zurückgefordert. In dem Brief wird zudem eine Neuordnung der Führung des Bürgerkomitee-Vereins gefordert, so dass Hollitzer nicht mehr alleinverantwortlich agieren kann.
Die Rückforderungen belaufen sich Stand Januar 2025 auf 294.000 Euro, die Kürzungen der Fördermittel mittlerweile insgesamt ebenfalls auf mehrere hunderttausend Euro. Hollitzer bezeichnet die Vorwürfe als unbegründet.

## Schriften (Auswahl)
als Verfasser:
- Pleissegedenkumzug '88 und Pleissepilgerweg '89. In: Neue Ufer 5 (1997), ZDB-ID 2238929-5, S. 67–71.
- Der friedliche Verlauf des 9. Oktober 1989 in Leipzig – Kapitulation oder Reformbereitschaft? Vorgeschichte, Verlauf und Nachwirkung. In: Günther Heydemann, Gunther Mai, Werner Müller (Hrsg.): Revolution und Transformation in der DDR 1989/90 (= Schriftenreihe der Gesellschaft für Deutschlandforschung. Bd. 73). Duncker & Humblot, Berlin 1999, ISBN 978-3-428-10003-3, S. 247–288.
- "Wir leben jedenfalls von Montag zu Montag". Zur Auflösung der Staatssicherheit in Leipzig. Erste Erkenntnisse und Schlußfolgerungen (= Die Entmachtung der Staatssicherheit in den Regionen. Teil 6). Der Bundesbeauftragte für die Unterlagen des Staatssicherheitsdienstes der Ehemalige Deutschen Demokratischen Republik, Abt. Bildung und Forschung, Berlin 1999, DNB 958490430.
- Die Auflösung der Post- und Telefonkontrolle im Verlauf der Friedlichen Revolution in Leipzig. In: Joachim Kallinich, Sylvia de Pasquale (Hrsg.): Ein offenes Geheimnis. Post- und Telefonkontrolle in der DDR (= Kataloge der Museumsstiftung Post und Telekommunikation. Bd. 13). Ed. Braus, Heidelberg 2002, ISBN 978-3-89904-015-9, S. 207–222.
- 15 Jahre Friedliche Revolution. In: Aus Politik und Zeitgeschichte. APuZ (2004), Nr. 41/42, ISSN 0479-611X, S. 3–6 (Onlineversion).
- "Besitzstandswahrung" ist für mich das Unwort schlechthin. In: Eckhard Jesse (Hrsg.): Friedliche Revolution und deutsche Einheit. Sächsische Bürgerrechtler ziehen Bilanz (= Forschungen zur DDR-Gesellschaft). Chr. Links, Berlin 2006, ISBN 978-3-86153-379-5, S. 153–155.
- mit Hartmut Zwahr, Uwe Schwabe und Michael Richter: Friedliche Revolution 1989/90 in Sachsen. Beiheft (= Atlas zur Geschichte und Landeskunde von Sachsen. Teil D V 3). Landesvermessungsamt Sachsen. Dresden 2009, ISBN 978-3-89679-599-1.
- Staatssicherheit im Museum. 20 Jahre Präsentation von DDR-Geschichte in der Gedenkstätte Museum in der "Runden Ecke" in Leipzig. In: Dietlinde Peter, Marie Ludmila Ludwig (Hrsg.): 1989/2009. 20 Jahre friedliche Revolution. Chance und Verpflichtung für die Museen (= Museum-Bulletin. Bd. 18). Sächsische Landesstelle für Museumswesen, Dresden 2010, ISBN 978-3-9810142-6-6, S. 196–201.
- Recht und Gerechtigkeit – Rechtsstaat versus Unrechtsstaat. In: Redaktionsbeilage 72. Deutscher Juristentag Leipzig. In: Neue juristische Wochenschrift. NJW 71 (2018), Nr. 32, ISSN 0341-1907, S. 48–51.

als Herausgeber:
- Einblick in das Herrschaftswissen einer Diktatur – Chance oder Fluch? Plädoyers gegen die öffentliche Verdrängung. Westdeutscher Verlag, Opladen 1996, ISBN 978-3-531-12792-7.
- mit Reinhard Bohse: Heute vor 10 Jahren. Leipzig auf dem Weg zur friedlichen Revolution. InnoVatio-Verlag, Bonn u. a. 2000, ISBN 978-3-906501-42-0.
- Wie weiter mit der Aufarbeitung? 10 Jahre Stasi-Unterlagen-Gesetz. Bilanz und Ausblick. Evangelische Verlagsanstalt, Leipzig 2002, ISBN 978-3-374-02018-8.
- mit Edda Ahrberg und Hans-Hermann Ertle: Die Toten des Volksaufstandes vom 17. Juni 1953. Ein Kooperationsprojekt von Gedenkstätten zeitgeschichtlichen Vereinen, öffentlichen Behörden und Einrichtungen, wissenschaftlichen Instituten sowie Historikerinnen und Historikern. Lit, Münster 2004, ISBN 978-3-8258-7839-9.
- mit Sven Sachenbacher: Die Friedliche Revolution in Leipzig. Bilder, Dokumente und Objekte. Band 1 und 2. Leipziger Universitätsverlag, Leipzig 2012, ISBN 978-3-86583-647-2.
- mit Achim Beier und Uwe Schwabe: "Wir haben nur die Straße". Die Reden auf den Leipziger Montagsdemonstrationen 1989/90. Eine Dokumentation. Mitteldeutscher Verlag, Halle (Saale) 2016, ISBN 978-3-95462-606-9.